# Pauline Gaudin de Witschnau
Pour les articles homonymes, voir Pauline (personnage).
Pauline Gaudin de Witschnau (orthographié parfois de Wöschnau) est un personnage de La Comédie humaine d’Honoré de Balzac. Née en 1812, fille unique d'un chef d'escadron des grenadiers de la Garde impériale de Napoléon Ier et de madame Gaudin. Elle n'apparaît que dans La Peau de chagrin où elle est involontairement responsable de la mort de Raphaël de Valentin.

## Résumé de sa vie
Elle rencontre le marquis de Valentin en 1826, alors que sa mère tient l'hôtel Saint-Quentin, rue des Cordiers où Raphaël habite. La famille vit dans la pauvreté car le père a été fait prisonnier en Russie, pendant le passage de la Bérézina et il a disparu. Elle est la filleule de la princesse Borghese.
Elle est secrètement amoureuse de Valentin. Il lui apprend à jouer sur son piano, qu'il lui offre. Elle l'aide ensuite par de menues tricheries à subsister. Après le retour de son père, qui revient des Indes vers 1830, Pauline retrouve avec ses parents leur luxueux logis de la rue Saint-Lazare. Elle est riche désormais, comme Raphaël, qu'elle retrouve à Paris lors d'un opéra. Fiancés, ils passent plusieurs mois ensemble. Mais après son retour du Mont-Dore, où il avait séjourné pour survivre à la maladie, la peau de chagrin du jeune homme est déjà usée par ses multiples désirs. Sa vie étant raccourcie d'autant, il meurt dans les bras de Pauline qui devient folle.